# Nordische Skiweltmeisterschaften 1925/Teilnehmer (Polen)
| Goldmedaillen | Silbermedaillen | Bronzemedaillen |
| ------------- | --------------- | --------------- |
| —             | —               | —               |

Polen nahm an den nachträglich zu den Nordischen Skiweltmeisterschaften von 1925 erklärten Rendezvous-Rennen in Johannisbad im tschechoslowakischen Teil des Riesengebirges mit einer Delegation von zumindest 12 Athleten teil. 
Mit den vorderen Plätzen hatten die polnischen Vertreter, die zum größten Teil aus der Region Zakopane stammten nichts zu tun. Die beste Platzierung erreichten Henryk Mückenbrunn in der Nordischen Kombination und Józef Bujak im Dauerlauf über 50 km jeweils mit dem 24. Rang. 

## Teilnehmer und ihre Ergebnisse
| Sportler               | Verein            | Skilanglauf 18 km | Skilanglauf 50 km | Skispringen Großschanze | Nordische Kombination |
| ---------------------- | ----------------- | ----------------- | ----------------- | ----------------------- | --------------------- |
| Henryk Bednarski       |                   | 88.               | –                 | –                       | –                     |
| Franciszek Bujak       | SN PTT Zakopane   | 38.               | –                 | –                       | –                     |
| Józef Bujak            | SN PTT Zakopane   | –                 | 24.               | –                       | –                     |
| Władysław Czech        |                   | 40.               | 31.               | –                       | –                     |
| Władysław Gąsienica    | SN PTT Zakopane   | 53.               | –                 | –                       | –                     |
| Andrzej Krzeptowski II | SN PTT Zakopane   | 46.               | 28.               | –                       | –                     |
| Henryk Mückenbrunn     | SN PTT Zakopane   | 44.               | –                 | 44.                     | 24.                   |
| Aleksander Rozmus      | ON Sokół Zakopane | 59.               | –                 | 46.                     | 30.                   |
| Kazimierz Schiele      | SN PTT Zakopane   | 39.               | –                 | –                       | –                     |
| Stanisław Tesseyre     |                   | 43.               | –                 | –                       | –                     |
| Stanisław Wilczyński   |                   | –                 | 26.               | –                       | –                     |
| Tadeusz Zaydel         | SN PTT Zakopane   | 82.               | –                 | 35.                     | 31.                   |